# SN 2008J
SN 2008J – supernowa typu IIn odkryta 15 stycznia 2008 roku w galaktyce M-02-07-33. W momencie odkrycia miała maksymalną jasność 15,40m.